# Machimus guttatus
Machimus guttatus là một loài ruồi trong họ Asilidae. Machimus guttatus được Martin miêu tả năm 1975. Loài này phân bố ở vùng Tân nhiệt đới.